# Ivica Đikić
Ivica Đikić (Tomislavgrad, BiH, 1976.), hrvatski je novinar. Bio je novinar i urednik u hrvatskom tjedniku Feral Tribuneu (1997. – 2008.). Od 2009. do 2010. godine bio je glavni urednik riječkog Novog lista. Od 2010. do 2016. godine bio je glavni urednik tjednika Novosti, a nakon tog nastavio je pisati u njemu.

## P. E. N.
Nakon prosvjednog pisma Udruženja objavljenog 9. svibnja 2020. godine, a povodom održavanja mise u Katedrali Srca Isusova u Sarajevu 16. svibnja 2020. godine u spomen na žrtve Pokolja u Bleiburgu 1945. godine, kojeg su potpisala 42 člana, s Miljenkom Jergovićem, Ivanom Lovrenovićom, Željkom Ivankovićem u otvorenom pismu objavljenom na Lovrenovićevoj web-stranici izjavio je da se ne smatra članom ovog udruženja, a kao jedan od razloga navedeno je toleriranje nacionalizma i fašizma od sarajevske uprave, kao i bosanskohercegovačkog PEN-a, koja dopušta veličanje ustaškog pokreta davanjem imena ulica simpatizerima i pripadnicima ustaškog pokreta.

## Djela
romani:
- Cirkus Columbia, 2003.
- Sanjao sam slonove, 2011.
- Ponavljanje, 2014.
- Beara: dokumentarni roman o genocidu u Srebrenici , 2016.

publicistika:
- Domovinski obrat: politička biografija Stipe Mesića, 2004.
- Gotovina, stvarnost i mit, 2010. (suautori Davor Krile i Boris Pavelić)[1]
- Šarik Tara: život, 2013.

## Nagrade
- 2004.: Nagrada "Meša Selimović", za djelo Cirkus Columbia.

## Vanjske poveznice
- Šoštarić, Sanja. 20. svibnja 2020. Pismo prof.dr. Sanje Šoštarić povodom ostavki u PEN entru BiH. penbih.ba. Pristupljeno 22. svibnja 2020.
- PEN, BIH. 9. svibnja 2020. Povodom dana pobjede nad fašizmom: Protestno pismo protiv najavljene komemorativne mise za Bleiburg. penbih.ba. Pristupljeno 22. svibnja 2020.
- Sarajevo, Oslobođenje. 20. svibnja 2020. Jergović: PEN centar je nijem na bošnjački nacionalizam i fašizam. oslobodjenje.ba. Pristupljeno 22. svibnja 2020.
- Večernji list. 20. svibnja 2020. Zbog prosvjednog pisma oko mise za Bleiburg Jergović, Đikić i Lovrenović istupili iz P.E.N.-a BiH. vecernji.hr. Pristupljeno 22. svibnja 2020.
- Lovrenović, Ivan. 19. svibnja 2020. Đikić, Ivanković, Jergović i Lovrenović istupili iz P.E.N. centra u Bosni i Hercegovini. ivanlovrenovic.com. Pristupljeno 22. svibnja 2020.
- DW. 20. svibnja 2020. Protest protiv protestnog pisma. dw.com. Pristupljeno 22. svibnja 2020.
- Slobodna Evropa. 16. svibnja 2020. Održana misa za žrtve Bleiburga u Sarajevu, protestovali antifašisti. slobodnaevropa.org. Pristupljeno 22. svibnja 2020.